# Ácido subérico
O ácido subérico, também conhecido como ácido octanodióico, é um ácido dicarboxílico de fórmula C6H12(COOH)2.